# Édouard Hautcœur
Édouard Hautcœur est un prélat et un historien français, né à Bruay-sur-l'Escaut le 24 novembre 1830 et mort à Lille le 22 mai 1915.

## Biographie
Ordonné prêtre en 1854, Édouard Hautcœur est docteur en théologie à Rome en 1856. Professeur au séminaire de Cambrai, il fonde la Revue des sciences ecclésiastiques en 1860. Premier recteur de l'Institut catholique de Lille en 1875, il est fait prélat de Sa Sainteté en 1876. Il démissionne en 1888 et devient chancelier de l'Université catholique de Lille.

## Publications
- Cornélius a Lapide, ses commentaires considérés au point de vue des besoins de l'époque actuelle, Arras, impr. de Rousseau-Leroy, 1862
- Cartulaire de l'abbaye de Flines, Lille, L. Quarré, 1873. Disponible en texte intégral sur Lillonum
- Histoire de l'abbaye de Flines, Lille, L. Quarré, 1874. Disponible en texte intégral sur Lillonum
- Actes de sainte Pharaïlde, vierge, publiés avec introduction et notes, Lille, impr. de Desclée, De Brouwer et Cie, 1882
- Un chapitre inconnu de l'histoire de la liturgie, Amiens, impr. de Rousseau-Leroy, 1882
- Cartulaire de l'Eglise Collégiale de Saint-Pierre de Lille, Tome premier, Lille, L. Quarré, 1894. Disponible en texte intégral sur LillOnum
- Cartulaire de l'église collégiale de Saint-Pierre de Lille, Tome second, Lille, L. Quarré, 1894. Disponible en texte intégral sur LillOnum
- Documents liturgiques et nécrologiques de l'église collégiale de Saint-Pierre de Lille, 1895. Disponible en texte intégral sur LillOnum
- Histoire de l'Eglise Collegiale et du Chapitre de Saint-Pierre de Lille, Tome premier, Lille, L. Quarré, 1896. Disponible sur LillOnum
- Histoire de l'église collégiale et du chapitre de Saint-Pierre de Lille, Tome second, Lille, L. Quarré, 1897. Disponible sur LillOnum
- Histoire de l'église collégiale et du chapitre de Saint-Pierre de Lille. Tome troisième, Lille, L. Quarré, 1899. Disponible sur LillOnum
- Histoire de Notre-Dame de la Treille, patronne de Lille, Lille, Impr. de Lefebvre-Ducrocq, 1900
- Histoire de Notre-Dame de la Treille dans l'ancienne collégiale de Saint-Pierre et dans la nouvelle basilique érigée en cathédrale, Lille, Impr. de l'Evêché, 1920. Disponible en texte intégral sur LillOnum